# Gospodarstvo Svetog Vincenta i Grenadina
Gospodarstvo Svetog Vincenta i Grenadina predstavlja nacionalno gospodarstvo ove otočne države u Karipskom moru.
Uspjeh samog gospodarstva ovisi o sezonskim varijacijama u poljoprivredi, turizmu i građevinarstvu, kao i stranim doznakama. Veliki dio domaće radne snage je zaposleno u proizvodnji banana i turizmu, međutim, visoka stopa nezaposlenosti je potaknula mnoge da napuste otoke. Postoji i mali bankarski offshore centar.
Prihodi od turizma i poljoprivrede ovise o prirodnim katastrofama. Tako su primjerice tropske oluje uništile značajan dio prinosa tijekom 1994., 1995. i 2002. Poplave i klizanje tla 2013. godine prouzročili su znatnu štetu na infrastrukturi, kućama i usjevima a Svjetska banka je ukupnu štetu procijenila na 112 milijuna američkih dolara.
Razvoj nacionalnog gospodarstva koči i veliki javni dug (oko 67% BDP-a) a paradoksalno je da je među najnižima među državama istočnih Kariba.
Prema istraživanju institucije Jubilee Debt Campaign iz 2015. godine, Sveti Vincent i Grenadini je uvršten na popis zemalja koje su u dubokoj krizi, zajedno s Hrvatskom, Grčkom, Španjolskom, Portugalom, Ukrajinom i drugima. Također, prema istraživanju Transparency Internationala za 2014., Sveti Vincent i Grenadini su uz Obalu Bjelokosti, Mali, Svaziland, Egipat i Jordan među najkorumpiranijim zemljama na svijetu.

## Gospodarstvo
Osnova gospodarskog razvoja je izvozno orijentirana poljoprivreda, a u novije vrijeme i turizam.

### Industrija
Na otocima je slabije razvijena industrija te prevladavaju šećerane a u manjoj mjeri elektronička i kovinska industrija. Proizvodi se sapun, odjeća, namještaj, jestiva ulja, brašno i rum. U novije vrijeme razvila se i izgradnja jahti.

### Turizam
Turizam je još uvijek nedovoljno razvijen s obzirom na mogućnosti. Iako turistički sektor od 1970-ih bilježi stalni porast, Sveti Vincent i Grenadini umnogome zaostaju u pogledu turističkog razvoja za ostalim karipskim državama. Tako je primjerice 2013. godine zemlju posjetilo više od 200.000 turista, uglavnom Grenadine. Turistički dolasci predstavljaju marginalan porast od 2012.
Uglavnom je razvijen nautički turizam za bogatije slojeve društva a na otočju se zaustavlja i velik broj luksuznih brodova tijekom krstarenja Karibima. Na otocima je zaposleno tek oko 15% stanovništva jer nema dovoljno radnih mjesta, što potiče lokalno stanovništvo na iseljivanje, iako su političke i gospodarske prilike ovdje stabilnije nego na nekim susjednim otocima i otočnim skupinama.
Sveti Vincent i Grenadini je država s najviše registriranih brodova (putničkih i teretnih) koji plove svjetskim morima pod njezinom zastavom. Tako je ondje 2006. godine registrirano 589 brodova a čega ih je 529 bilo pod stranim vlasništvom. Najviše iz Kine i Grčke, 103 i 82 dok ih je devet u hrvatskom vlasništvu.

### Poljoprivreda
Oko 28& površine otočja je obradivo, pod plantažama je oko 46% obradivog zemljišta dok na livade i pašnjake otpada oko 5%. Od poljoprivrednih i prehrambenih proizvoda, najznačajniji izvozni proizvod su banane na koje otpada 39% ukupnog izvoza. Od ostalih proizvoda tu su i kokosovi orasi, đumbir, šećerna trska, slatki krumpir, muškatni oraščić i maranta.
Površine pod poljoprivrednim kulturama su teško stradale u tropskim ciklonima 1994., 1995. i 2002. Značajan je i ribolov a nešto skromniji uzgoj stoke (goveda, ovce, koze i svinje).
Ilegalna proizvodnja marihuane je među vodećima u svijetu. Otočje je također važna pomorska postaja za krijumčarenje narkotika iz Južne Amerike prema Sjevernoj Americi i Europi.

## Trgovinske organizacije
Sveti Vincent i Grenadini je od 1. svibnja 1974. član Karipske zajednice poznatije kao CARICOM te je njena punopravna članica. Također, država je sa šest drugih nacija članica Organizacije istočnokaripskih država (OECS) koje kao zajedničku valutu koriste istočnokaripski dolar.
1. siječnja 1995. ova otočna država postala je članica Svjetske trgovačke organizacije (WTO) zajedno s još 75 drugih zemalja pristupnica.

## Vanjska trgovina
Glavni izvozni partneri Svetog Vincenta u Grenadina su susjedne otočne države poput Trinidada i Tobaga, Svete Lucije, Barbadosa, Dominike, Grenade te Antigve i Barbude koji su 2014. godine zajedno činile 2/3 ukupnog otočnog izvoza. S druge strane, najviše se uvozi iz Trinidada i Tobaga, SAD-a, Singapura i Kine, odnosno preko 67%.
Uspoređujući ukupni uvoz i izvoz, zemlja je 2015. ostvarila ekonomski deficit u iznosu od 270,9 milijuna dolara. Time je zemlja uvezla gotovo preko 6,5 puta više robe i usluga nego što ih je izvezla.

## Vanjske poveznice
- Sveti Vincent i Grenadini - Proleksis enciklopedija online
- Sveti Vincent i Grenadini - Enciklopedija.hr